# Sigmatismo
O sigmatismo é caracterizado pela pronúncia incorreta de fonemas, como s, e, x, j, ou z. Está associado a desordens nos órgãos fonoarticulatórios, dentários ou crânio-faciais, ou ainda, sucção contínua de chupeta, respiração bucal e próteses dentárias.

Decorre do posicionamento variável da língua na cavidade oral, o que causa distorção na fala, seja porque a língua projeta-se na porção anterior, entre dentes, ou lateralmente.